# Juan Manzano y Manzano
Juan Manzano y Manzano (Madrid, 31 de octubre de 1911-9 de julio de 2004) fue un historiador español.

## Biografía
Fue discípulo del jurista Rafael Altamira. Historiador, especializado en la figura de Cristóbal Colón y la historia del descubrimiento de América, Manzano se inició muy pronto en el americanismo y obtuvo el título de Doctor con las Notas a las Leyes de Indias de Manuel José de Ayala, publicadas en 1935. La guerra civil española retrasó su inminente acceso a una cátedra universitaria, a la que llegaría una vez finalizado el conflicto. En 1940 ocupa la cátedra de Historia del Derecho de la Universidad de Sevilla y crea la sección sevillana del Instituto Gonzalo Fernández de Oviedo, dedicado a la Historia de América y que era uno de los institutos del recién creado Consejo Superior de Investigaciones Científicas. Entre 1954 y 1956 fue rector de la Universidad de Sevilla.
La cercanía del Archivo General de Indias le permitió desarrollar sus investigaciones históricas. Allí escribió sus libros sobre La incorporación de las Indias a la Corona de Castilla (1948) y la Historia de las Recopilaciones de Indias (1950; reeditada en 1991). Aunque en 1964 se trasladó a la Universidad Complutense, mantuvo su trabajo de investigación, pero ahora sobre un nuevo tema, casi una obsesión científica que le ocupó el resto de su vida: Cristóbal Colón. 
En 1964 vio la luz su libro Cristóbal Colón: siete años decisivos de su vida (1485-1492) y en 1972, Colón descubrió América del Sur en 1494. En este último analiza en detalle las fuentes narrativas y documentales utilizadas por el colombinismo hasta ese momento. Ya por entonces estaba elaborando su polémica tesis: el predescubrimiento de América, es decir, que Colón tuvo un informante, que Manzano llamó Alonso Sánchez de Huelva y que era un marinero que en su lecho de muerte ofreció a Colón datos sobre la ruta para ir y volver de las Indias. En sí no era una idea novedosa, ya que muchos historiadores barajaban esa posibilidad, pero no se habían aducido pruebas concluyentes ni se había tratado el tema de manera monográfica. 
Manzano expuso esta tesis en Colón y su secreto (1976) donde puso de manifiesto el conocimiento por parte de Colón de ciertos datos que le permitieron elaborar su proyecto de viaje por Occidente y de la existencia segura de islas a 750 leguas por esa misma ruta. Esta propuesta científica sigue siendo objeto de controversia entre los especialistas y convirtió a Manzano en uno de los colombinistas más conocidos y polémicos.
En 1988-1989 la editorial del Instituto de Cultura Hispánica, integrado ya en esas fechas en la Agencia Española de Cooperación Internacional, editó tres de sus obras más relevantes: Los Pinzones y el descubrimiento de América en tres volúmenes (ISBN 84-7232-442-7 o.c.); Cristóbal Colón: siete años decisivos de su vida, 1485-1492 (ISBN 84-7232-482-6); Colón y su secreto: el predescubrimiento, ISBN 84-7232-481-8

## Ideología
En Colón y su secreto sostuvo que fue Dios el que empujó a América primero al protonauta y luego a Colón para «incorporar aquellas vírgenes regiones al gran rebaño de Jesucristo».